# Холодна гора (фільм)
«Холо́дна гора́» (англ. Cold Mountain, 2003) — воєнна драма Ентоні Мінгелли за однойменним романом Чарльза Фрейзера за участі Джуда Лоу, Ніколь Кідман, Рене Зеллвегер, а також Філіпа Сеймура Гоффмана, Наталі Портман, Дональда Сазерленда. Фільм номінований з семи номінацій на премію «Оскар» (переміг в номінації «найкраща акторка другого плану») у 2004 році. Прем'єра в США відбулася 25 грудня 2003 року. Касові збори у світі — 173 мільйони доларів. Український переклад зробили канал Інтер, на якому цей фільм вперше транслювався, та Так Треба Продакшн на замовлення каналу AMC.

## Сюжет
Фільм розповідає історію Інмана, бідного теслі зі штату Північна Кароліна, та Ади (Ніколь Кідман), доньки преподобного Монро, власника маєтку Чорна долина біля гірського масиву Холодна гора, на початку їхніх стосунків. Їх тягне одне до одного, але війна, що почалась між Північчю та Півднем, розлучає їх відразу після першого поцілунку.
Початок розповіді показує Інмана на полі військових дій. Він постійно згадує про Аду, від якої отримує листи із обіцянками дочекатися його з війни. Внаслідок поранення Інман потрапляє до польового госпіталю, звідки вирішує втікати заради коханої додому на Холодну Гору.
На довгому шляху Інман, переслідуваний за дезертирство, зустрічає священика Візі (Філіп Сеймур Гоффман), який ледь не зважився на злочин. Інман примусить написати його зізнання на стовпі, а потім прив'яже до нього. Вигнаний, він зустрінеться Інману через деякий час. Дорогою вони зустрінуть селянина. Той (Джованні Рібізі) приведе їх додому, де мешкають його вільних поглядів дружини та діти. Сп'янілих після вечері Інмана і священика беруть у полон, саджають на ланцюг і ведуть у табір конфедератів. У мить, коли на процесію напав супротивник, Інману вдається втекти, а пізніше він потрапляє до відлюдниці. Жінка виліковує його рани. Далі шлях Інмана приводить його до будинку Сари, молодої вдови солдата (Наталі Портман), що лишилася сама з немовлям. Вранці на будинок нападають представники Півночі, що шукають їжу та жінок. Новий знайомий виручає жінку в складній ситуації.
Тим часом Ада чекає повернення Інмана. Порядок у місті наводить скупий та норовливий шериф, який має плани на Аду та її на маєток. Отець Монро помирає, залишаючи доньку ґаздувати самій з маєтком. Ада голодує, починає розпродувати коштовності. На допомогу їй приходить Рубі Тьюс (Рене Зеллвегер), неосвідчена, але жвава і дуже хазяйновита дівчина. Удвох вони приводять до ладу ферму і стають подругами. Раптово з'являється батько Рубі, бродячий музикант, який облишив її дуже давно. Під час одного з інцидентів шериф розстрілює за дезертирство його разом із другом. Дівчата відшукують у засніженому лісу їхні тіла, і Рубі виявляє, що батько живий, хоча і важко поранений. Вони вирішують залишитись на ніч у лісовому сховищі. Ада вирушає на полювання і раптово бачить постать чоловіка вдалині. Це Інман.
Закохані проводять ніч разом. Вранці Інман вирішує розділитись на їхньому шляху додому (як дезертир він не може з'явитися на людях), але невдовзі їм зустрічається банда шерифа, що готова покарати кулею і дезертирів, і їхніх посібників. Стається перестрілка, під час якої Інмана тяжко поранено. Ада біжить до нього на допомогу, але вже запізно — Інман помирає у неї на руках.
Фільм закінчується позитивною сценою через кілька років: У Ади підростає рудоволоса донька, Рубі одружилася з Джорджіа (співак, друг батька Рубі) і народила дитину, батько Рубі перебуває в доброму здоров'ї, як і Саллі. Ферма процвітає.

Ніколь Кідман в ролі Ади Монро

## У ролях
- Ніколь Кідман — Ада Монро
- Джуд Лоу — Інман
- Рене Зеллвегер — Рубі Тьюс
- Філіп Сеймур Гоффман — преподобний Візі
- Ейлін Аткінс — Медді
- Кеті Бейкер — Саллі Свонджер
- Брендан Глісон — Стоброд Тьюс
- Наталі Портман — Сара
- Джованні Рібізі — Джуніор
- Лукас Блек — Оклі
- Дональд Сазерленд — преподобний Монро
- Кілліан Мерфі — Бардольф
- Ітан Саплі — Пенгл
- Джек Вайт — Джорджіа
- Рей Вінстон — Тіг
- Чарлі Ганнем — Бозі

## Художня цінність
Фільм вийшов на екрани США 25 грудня 2003 року і позиціонувався як найімовірніший претендент на премію «Оскар». Попри позитивні відгуки критиків, досить успішний кінопрокат та сім номінацій на премію «Оскар», «Холодна гора» не змогла отримати головну номінацію як найкраща картина. Лише одну статуетку отримала Рене Зеллвегер за роль другого плану в цьому фільмі. Незадовго до церемонії вручення «Оскара» фільм настигла невдача і на врученні «Золотого глобуса», де фільм висувався по восьми основним номінаціям (в тому числі і для Кідман), але перемогла також тільки Зеллвегер.
В цілому успіх Зеллвегер називають і причиною невдачі фільму: своїм яскравим виконанням ролі Рубі вона, на думку більшості, «вкрала» фільм у суперзіркових Кідман та Лоу. Окрім цього, серед причин того, що в цілому фільм не вважається вдалим, можна назвати досить довгий процес монтажу кінофильма, а також перебільшення кошторису через масштабні батальні сцени. Задовго до прем'єри фільм отримав значну кількість негативних відгуків в пресі.

## Нагороди
- Премія «Оскар» в номінації «Найкраща жіноча роль другого плану» (Рене Зеллвегер);
- Номінація на премію «Оскар» в категорії «Найкраща чоловіча роль» (Джуд Лоу);
- Номінація на премію «Оскар» в категорії «Найкраща пісня» («Scarlet Tide» — Елісон Крус).